# Ивков, Александр Васильевич
Александр Васильевич Ивков (1921—1998) — старшина Рабоче-крестьянской Красной Армии, участник Великой Отечественной войны, Герой Советского Союза (1945).

## Биография
Александр Ивков родился 11 августа 1921 года в деревне Большой Завраг (ныне — Павинский район Костромской области). После окончания семи классов школы работал в колхозе. В декабре 1941 года он был призван на службу в Рабоче-крестьянскую Красную Армию и направлен на фронт Великой Отечественной войны. К июлю 1944 года старшина Александр Ивков был снайпером 629-го стрелкового полка 134-й стрелковой дивизии 69-й армии 1-го Белорусского фронта. Отличился во время освобождения Польши.
29 июля 1944 года Ивков одним из первых в своей группе переправился через Вислу в районе города Пулавы и уничтожил несколько вражеских огневых точек. 14 января 1945 года во время прорыва немецкой обороны в районе деревни Коханув к западу от Пулавы он поднял в атаку группу бойцов. К тому времени на его боевом счету было 73 уничтоженных солдата и офицера противника.
Указом Президиума Верховного Совета СССР от 24 марта 1945 года старшина Александр Ивков был удостоен высокого звания Героя Советского Союза с вручением ордена Ленина и медали «Золотая Звезда».
После окончания войны Ивков был демобилизован. Вернулся в родную деревню.
Был также награждён орденом Красного Знамени, двумя орденами Отечественной войны 1-й степени, рядом медалей.